# Vestec (okres Náchod)
Obec Vestec (německy Westetz) se nachází v okrese Náchod, kraj Královéhradecký. Součástí obce jsou i vesnice Hostinka a Větrník. Žije zde 187 obyvatel.
Jihovýchodně od obce se nachází bývalý poplužní dvůr Heřmanský Dvůr.

## Historie
První písemná zmínka o obci pochází z roku 1452.

## Pamětihodnosti
- Zvonice
- Mariánská kaplička pod Větrníkem (Vestec)